# Toldijk
Toldijk est un village appartenant à la commune néerlandaise de Bronckhorst. Le village compte environ 800 habitants.